# Morris Venden
Morris L. Venden (5 avril 1932 – 10 février 2013) fut un pasteur, un professeur de théologie et un auteur américain de l’Église adventiste du septième jour mondialement réputé, ainsi qu’un chroniqueur associé de l’émission radiophonique, Voice of Prophecy.

## Biographie
Moris Venden naît en 1932 à Portland dans l’Oregon de Melvin Venden et Ivy Ruth Venden. Il poursuit ses études secondaires au Lycée adventiste de Fresno et  obtient une licence en théologie à Pacific Union College, ainsi que plusieurs diplômes honorifiques au cours de sa carrière. 
En 1953	, Morris Venden et son frère, Louis, forme une équipe de prédicateurs en Californie, pensant devenir la génération des « frères Venden II » après celle de leur père et leur oncle, qui furent des prédicateurs à succès. Mais en 1959, Louis répond à un appel à enseigner au Collège missionnaire du Japon, et Morris traverse peu après une période de crise. Il se sent vide spirituellement et envisage même de quitter le ministère pastoral. C’est alors qu’il lit Le meilleur chemin d’Ellen White et découvre Jésus comme étant son ami. Cette expérience bouleverse sa vie, le cours de son ministère et sa compréhension de la vie chrétienne.       
Venden a été le pasteur de grandes congrégations adventistes à l’université de La Sierra, à Pacific Union College en Californie, à Union College dans le Nebraska et à l'université adventiste du Sud-Ouest au Texas. Il a aussi été le pasteur de l’église adventiste d’Azure Hills, non loin de l’université de Loma Linda en Californie avant de prendre sa retraite en août 1998.
Venden se joint ensuite à l’équipe de l’émission radiophonique de Voice of Prophecy (la voix de la prophétie) comme chroniqueur associé, ayant été dans sa jeunesse fortement influencé par Harold Richards, le fondateur de l’émission. Durant son ministère, il sillonne le monde entier pour présenter son thème de prédilection : la justification et la sanctification par la foi. Il est aussi un grand expositeur des quatre « piliers » de l’adventisme (le retour du Christ, le sabbat, le sommeil de la mort et l’instruction du jugement). Il est considéré comme un « maître » dans l’art de la prédication, réputé pour ses paraboles et son humour sec. Ses sermons en cassettes et en DVD ont été vendues à travers le monde.
Venden meurt le 10 février 2013 à College Place dans l’État de Washington, après dix ans de dégénérescence lobaire fronto-temporale, une forme rare de la maladie d’Alzheimer. Venden et sa femme, Marilyn, ont eu un fils, Lee (qui est aussi pasteur), et deux filles, Lynn et LuAnn. Ils œuvrèrent auprès de nombreux étudiants et jeunes professionnels.

## Théologie christocentrique du salut
À travers ses livres et ses sermons, Morris Venden est l’un des plus grands expositeurs adventistes de son temps, et l’un des plus connus dans l’adventisme, sur la doctrine du salut. Comme son héros spirituel, Harold Richards, il considère que la théologie adventiste se synthétise en quelques mots : « Jésus seulement ». Il présente une description pratique, systématique et relationnelle de la doctrine du salut que tout ramène à Jésus-Christ et à une relation constante avec lui. Cette théologie de l’assurance du salut en Jésus se résume par une expression proverbiale de Venden : « Quand je regarde à moi-même, je ne vois pas comment je peux être sauvé ; mais quand je regarde à Jésus, je ne vois pas comment je peux être perdu. » L’être humain est né séparé de Dieu et condamné à la mort éternelle, et dépend totalement sur Dieu pour son salut. Par sa mort à la croix, Jésus rétablit la relation entre Dieu et l’être humain. La justification par la foi est ce que Dieu fait pour lui (le salut par la grâce), et la sanctification par la foi est ce que Dieu fait en lui (la transformation intérieure). 
Lee Venden dit que son père fit de Jésus, « la seule corde de son violon » dans tous ses messages. Son message rejette aussi bien le salut par les œuvres que le salut dans la pratique du péché car il met l’emphase sur trois aspects du salut : Dieu sauve l’être humain de ses péchés passés (la justification), de ses péchés présents (la sanctification) et de ce monde de péché (la glorification). Le chrétien n’est pas « un pécheur qui essaie d’être saint, mais un saint qui pèche à chaque fois qu’il n’est pas en relation avec Jésus et cesse de lui faire confiance ». 
Venden souligne inlassablement que Dieu ne connait pas un péché qu’il ne déteste pas, un pécheur qu’il n’aime pas, un péché qu’il ne pardonne pas au pécheur repentant et un meilleur moment pour venir à lui que maintenant. Karl Haffner résume ainsi l'enseignement de Venden : « C’est entièrement au sujet de Jésus. Nous sommes sauvés par la foi en Jésus. Nous sommes sanctifiés par la foi en Jésus. Nous sommes glorifiés par la foi en Jésus. ».